# Valdemaro IV di Danimarca
Valdemaro Christoffersen IV Atterdag (1320 circa – Castello di Gurre, 24 ottobre 1375) fu re di Danimarca dal 1340 fino alla morte, salvando il regno dallo smembramento e dalle pesanti imposte straniere. Primo re danese a governare Copenaghen e padre di Margherita I di Danimarca.

## Biografia

### Esilio e formazione
Valdemaro IV Atterdag re di Danimarca è figlio minore di Cristoforo II di Danimarca e di Eufemia di Pomerania-Wolgast, figlia di Boghislao IV di Pomerania. Secondo Niccolò Machiavelli che si rifaceva a fonti, il futuro sovrano era intelligente e cinico con un sicuro istinto di politica ed economia. Quando Cristoforo II di Danimarca (1319-1326) avanzò le sue pretese alla tutela del duca minorenne Valdemaro V di Schleswig figlio di una sorella di Gerardo III il Grande conte di Holstein, quest'ultimo si oppose e si venne ad una battaglia presso Schleswig, che costrinse Cristoforo a rifugiarsi alla corte di Ludovico IV il Bavaro; lo seguì anche il figlio Valdemaro IV e in Baviera si formò tra il 1326 e il 1338. I suoi fratelli Erik Christoffersen di Danimarca e Otto Christoffersen di Danimarca duca di Lalandia ed Estonia  furono incarcerati e uccisi dagli Holstein. Gerardo fece eleggere re di Danimarca, dagli Stati danesi, suo nipote Valdemaro III di Danimarca e se ne riserbò la tutela, così fu per alcuni anni il vero padrone del Regno di Danimarca. Nel 1326 costrinse, Cristoforo, prima dell'esilio, a rilasciargli la Constitutio Waldemariana la cui clausola essenziale fu che il ducato di Schleswig non doveva mai essere unito sotto lo stesso principe insieme alla Danimarca. Alla Dieta di Nyborg, lo Schleswig fu consegnato a Gerardo come ducato ereditario.
L'opposizione nazionale contro il dominio tedesco di Gerardo in Danimarca, riportò all'esule Cristoforo, con la mediazione del re del Sacro Romano Impero Lodovico, la corona per due anni (1330-1332). Gerardo dovette cedere di nuovo lo Schleswig a suo nipote Valdemaro III, pur seguitando ad esercitare il potere effettivo. Dopo la morte di Cristoforo e il conseguente interregno di otto anni (1332-1340), durante i quali il Regno della Danimarca sembrava dovesse smembrarsi, Gerardo allargò la sua sfera d'azione sulla parte continentale della Danimarca e nell'isola di Fionia.

### Ascesa al trono
Dopo il riuscito attentato a Gerardo per mano del cavaliere dello Jütland, Niels Ebbesen e i suoi fratelli avvenuto nel 1340, fu guidata dallo stesso carnefice l'Assemblea Viborg con i conti del Holstein, il 24 giugno (giorno di San Giovanni Battista), in seguito al quale Valdemaro IV venne riconosciuto re di Danimarca. Non fu obbligato a firmare uno statuto come aveva fatto suo padre, perché la funzione del re si era ridotta a una semplice parvenza, tutta la Danimarca era stata pignorata dal Sacro Romano Impero. La fusione fra lo Schleswig e il Holstein aveva fatto grandi progressi sotto Gerardo, la nobiltà di Holstein si stabilì nel nord e la lingua tedesca fu introdotta nella cancelleria del duca di Schleswig. Il raggio d'azione di Valdemaro IV era limitato dal momento che includeva solo lo Jütland Settentrionale. Valdemaro III manteneva parte dello Jütland, lo Schleswig era promesso al conte di Holstein mentre la Scania era stata data in pegno a Magnus Smek Eriksson re di Svezia e quindi ancora reclamabile di diritto dal re danese. Nils tentò di liberare lo Jütland Centrale dagli Holstein durante l'Assedio del Castello di Sønderborg il 2 novembre, ma il cavaliere assieme ai suoi fratelli fu ucciso. Fu stabilito che Valdemaro IV dovesse sposare Edvige di Schleswig, sorella del duca Valdemaro III di Danimarca e figlia di Eric II duca di Schleswig. Come dote, Edvige gli aveva permesso l'acquisizione della parte dello Jütland a nord del fiume Kongeå che Valdemaro IV sfruttò tassando i contadini per ripagare l'ipoteca sul resto della penisola (7.000 marchi d'argento).

### Ripristino del regno danese
Nel 1344 recuperò la Frisia Settentrionale che tassò a vantaggio del pagamento dello Jütland Meridionale. I contadini sovra-tassati crebbero irrequieti sotto le costanti richieste di denaro. Nel 1345 nasce Margherita che morirà all'età di 5 anni, nel 1347 la sorella Ingeborg di Danimarca futura nonna materna di Eric VII di Pomerania. All'infuriare della "peste nera" (1348-1350) Valdemaro IV approfittò della pestilenza per prendersi i pegni dei proprietari deceduti. La vendita dei diritti di corona dell'Estonia all'Ordine dei Fratelli della Casa Ospitaliera di Santa Maria dei Teutonici in Gerusalemme, regione già controllata da quest'ultimi, nel 1346 procurò a Valdemaro IV i mezzi finanziari per disimpegnare le più importanti provincie del paese danese che aveva priorità rispetto a una provincia lontana orientale. Intorno al 1346 dopo un viaggio a Lubecca (come racconta il cronista Detmar von Lübeck) Valdemaro IV iniziò una crociata contro il Granducato di Lituania con Eric II di Sassonia-Lauenburg senza giungere a risultati. In seguito andò in pellegrinaggio a Gerusalemme e ricevette l'onorificenza di Cavaliere del Santo Sepolcro ma fu anche censurato da Papa Clemente VI per esserci andato senza la previa delibera papale. I finanzieri di Valdemaro IV furono il Casato di Wttelsbach, infatti dal 1349 al 1354 prese parte al loro fianco a diverse campagne nel Sacro Romano Impero. Valdemaro IV iniziò recuperando la Zelanda, grazie alla consegna da parte del vescovo di Roskilde di Copenaghen, fornendo una base sicura da cui raccogliere le tasse sul commercio. Fu il primo re danese a governare Copenaghen. Valdemaro IV fu in grado di conquistare o acquistare altri castelli e fortezze fino alla ritirata degli Holstein dall'isola a seguito della presa armata di Kalundborg e del Castello di Søborg. Nel 1349 Valdemaro IV controllava la Zelanda, gran parte dello Jütland e della Fionia. In accordo col Papa d'Avignone poté straordinariamente ottenere il pieno controllo della presidenza episcopale danese. Cercò di occupare gli uffici vacanti nella Chiesa con persone leali e di aumentare le entrate, soprattutto attraverso una rigorosa politica fiscale. Quando morì, quasi tutte le sedi vescovili erano capitanate da seguaci di Valdemaro IV. Nel 1349 la figlia Caterina morirà ancora bambina, come il fratello Valdemaro nel 1350.
Nel 1353 nacque Margherita I di Danimarca.
Nel 1358 Valdemaro IV conquistò il Castello di Nordborg sull'Isola di Als. Nel 1359 sopravvisse a una rivolta della nobiltà, guidata da Niels Bugge che risolse con una riconciliazione tra l'opposizione e il governo nella pace del 1360. Nel 1359 fece fidanzare sua figlia Margherita I di Danimarca con il figlio di Magnus, Haakon VI Magnusson re di Norvegia; nel 1363 fu celebrato il matrimonio, nonostante l'opposizione dell'aristocrazia svedese, avversa per la perdita delle provincie di Scania proprio per mano del re danese. Lo stesso anno morì il principe ereditario di Valdemaro IV, Cristoforo, duca di Lalandia ed Halland (1341/1344-1363), sepolto nella Cattedrale di Roskilde. Nel 1360 Valdemaro IV ottenne il pieno dominio della Scania, del Halland e del Blekinge, sfruttando le debolezze del regno di Svezia di Magnus. Il 27 luglio del 1361 Valdemaro IV conquistò l'isola di Gotland con l'ottenimento della capitale e di un enorme bottino nella Battaglia di Visby, seguì per il re danese l'aggiunta del titolo di "Signore di Gotland". Nel XIV secolo a Visby fu costruita una croce commemorativa alla Battaglia di Visby. Nel 1362 diede sposa Ingeborg a Enrico III di Meclemburgo-Schwerin. Nel 1363 partecipò in Inghilterra al celebre Banchetto dei Cinque Re.

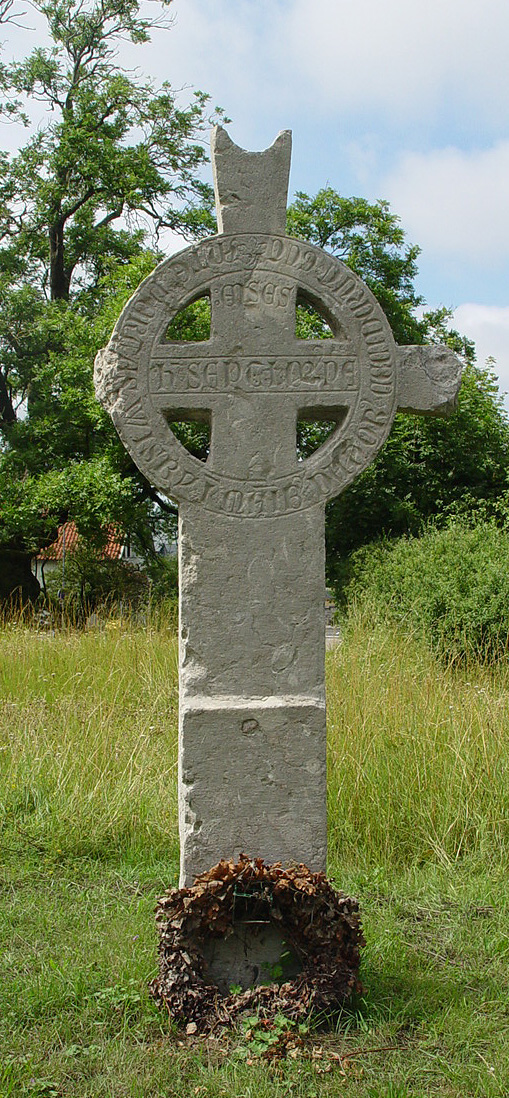
Croce di Valdemaro a Visby, del XIV secolo. L'iscrizione in latino ricorda la Battaglia di Visby del 27 luglio 1361.

### Le Guerre di Valdemaro
La conquista fruttuosa del Gotland assieme all'aumento del tributo per la pesca delle aringhe nell'Øresund gli attirò l'ostilità di una potente lega nel 1367, la Confederazione di Colonia, costituita dalla Lega Anseatica con diversi principi del Sacro Romano Impero, il duca Alberto II di Meclemburgo, il Holstein, il duca Enrico di Schleswig e il re di Svezia; con l'obbiettivo di ristabilire i vecchi privilegi persi sulla Danimarca e il controllo commerciale nell'Øresund. La prima guerra tra la Lega Anseatica e la Danimarca si focalizzò sul dominio politico e commerciale della Scania, impresa che fu fallimentare per la prima fazione perché Valdemaro IV riuscì a mantenere il proprio potere sulla regione. La seconda guerra tra la Lega Anseatica e la Danimarca tra il 1368 e il 1370 fu invece una sconfitta per Valdemaro IV a causa della strategia avversaria consistente in un largo blocco navale al fine di giungere presto a stipulare una pace vantaggiosa per la Confederazione di Colonia. L'aristocrazia dello Jütland si rivoltò contro Valdemaro IV e lo costrinse ad andare nel Sacro Romano Impero per cercare nuovi alleati. Durante la sua assenza nel regno il governo era tenuto da un consiglio tenuto dal seguace del re danese Henning Podebusk. Nel frattempo Alberto II e gli Holstein progettavano una spartizione della Danimarca: ad Alberto II la Zelanda, Møn e Falster; al figlio Alberto III di Meclemburgo la Scania e il Gotland; e agli Holstein lo Jütland la Fionia e l'isola di Langeland. Alberto II affidò le proprie campagne a pirati, dal momento che non possedeva abbastanza forze. Nel 1370 morì la figlia Ingeborg. Lo stesso anno la Lega Anseatica, sotto la guida di Lubecca, raggiunse con Henning Podebusk la Pace di Stralsunda nel 1370, assicurava alla prima la supremazia economica e politica nell’Europa Settentrionale, con la consegna per 15 anni delle fortezze di Helsingborg, Malmö e Falsterbo; la dogana danese era al botteghino della Lega Anseatica. Inoltre l'elezione del re danese necessitava ora il consenso della Lega Anseatica. Alberto II fu escluso dalla Pace di Stralsunda, così stipulò nel 1371 un accordo particolare che stabiliva che alla morte di Valdemaro IV sarebbe subentrato alla reggenza del regno Alberto III.

### Morte
Nel 1371 Valdemaro IV tornò dal Sacro Romano Impero : contrariato per le decisioni prese in sua assenza, cercò di rimettere in assetto il suo paese, progettando l'ottenimento dello Schleswig. Morì nel 1375 a Nord della Zelanda, nel Castello di Gurre.
Il suo corpo fu sepolto a Vordingborg e nel 1377 trasferito nella chiesa del Monastero di Sorø.

## Valdemaro nelle leggende
La leggenda dell'Oldemorstoft testimonia un attentato fallito verso Valdemaro IV avvenuto per mezzo di un'arma da fuoco.
Un'altra leggenda narra che Valdemaro IV avesse un'amante, Tove, che fu assassinata dalla regina. Originariamente però la leggenda era attribuita all'antenato Valdemaro I Il Grande di Danimarca.

## Discendenza
Dal matrimonio con Edvige di Schleswig ebbe sei figli:
- Cristoforo (1341-1363), duca di Lolland;
- Margherita (1345-1350), promessa in sposa a Enrico III di Meclemburgo-Schwerin, morì in tenera età;
- Ingeborg (1347-1370), sposò Enrico III di Meclemburgo-Schwerin, con il quale ebbe quattro figli;
- Caterina (1349), morì nell'infanzia;
- Valdemaro (1350), morì nell'infanzia;
- Margherita (1353-1412), futura regina di Danimarca, sposò Haakon VI di Norvegia, con il quale ebbe un figlio.

Alcuni indicavano anche un figlio illegittimo, Erik Sjællandsfar, sepolto nella cattedrale di Roskilde con una corona. Tuttavia, altre prove sostengono che fosse figlio del re Eric VI di Danimarca.

## Ascendenza
|                                           |                                          |                                             | Genitori                                |  |  | Nonni |  |  | Bisnonni                      |  |  | Trisnonni                     |  |
|                                           |                                          |                                             |                                         |  |  |       |  |  | Cristoforo I, re di Danimarca |  |  | Valdemaro II, re di Danimarca |  |
|                                           |                                          |                                             |                                         |  |  |       |  |  | Cristoforo I, re di Danimarca |  |  | Valdemaro II, re di Danimarca |  |
|                                           |                                          | Berengaria del Portogallo                   |                                         |  |  |       |  |  | Cristoforo I, re di Danimarca |  |  |                               |  |
| Eric V, re di Danimarca                   |                                          |                                             |                                         |  |  |       |  |  | Cristoforo I, re di Danimarca |  |  |                               |  |
|                                           |                                          | Margherita di Pomerania                     | Sambor II, V duca di Pomerania          |  |  |       |  |  |                               |  |  |                               |  |
|                                           |                                          | Margherita di Pomerania                     | Sambor II, V duca di Pomerania          |  |  |       |  |  |                               |  |  |                               |  |
|                                           |                                          | Margherita di Pomerania                     | Matilda di Meclemburgo                  |  |  |       |  |  |                               |  |  |                               |  |
| Cristoforo II, re di Danimarca            |                                          | Margherita di Pomerania                     |                                         |  |  |       |  |  |                               |  |  |                               |  |
|                                           |                                          | Giovanni I, V margravio di Brandeburgo      | Alberto II, IV margravio di Brandeburgo |  |  |       |  |  |                               |  |  |                               |  |
|                                           |                                          | Giovanni I, V margravio di Brandeburgo      | Alberto II, IV margravio di Brandeburgo |  |  |       |  |  |                               |  |  |                               |  |
|                                           |                                          | Giovanni I, V margravio di Brandeburgo      | Matilde di Lusazia                      |  |  |       |  |  |                               |  |  |                               |  |
| Agnese di Brandeburgo                     |                                          | Giovanni I, V margravio di Brandeburgo      |                                         |  |  |       |  |  |                               |  |  |                               |  |
|                                           |                                          | Brigitta di Sassonia                        | Alberto I, XIX duca di Sassonia         |  |  |       |  |  |                               |  |  |                               |  |
|                                           |                                          | Brigitta di Sassonia                        | Alberto I, XIX duca di Sassonia         |  |  |       |  |  |                               |  |  |                               |  |
|                                           |                                          | Brigitta di Sassonia                        | Agnese                                  |  |  |       |  |  |                               |  |  |                               |  |
| Valdemaro IV, re di Danimarca             |                                          | Brigitta di Sassonia                        |                                         |  |  |       |  |  |                               |  |  |                               |  |
|                                           | Barnim I, III duca di Pomerania-Stettino | Boghislao II, II duca di Pomerania-Stettino |                                         |  |  |       |  |  |                               |  |  |                               |  |
|                                           | Barnim I, III duca di Pomerania-Stettino | Boghislao II, II duca di Pomerania-Stettino |                                         |  |  |       |  |  |                               |  |  |                               |  |
|                                           | Barnim I, III duca di Pomerania-Stettino | Mirosława di Pomerelia                      |                                         |  |  |       |  |  |                               |  |  |                               |  |
| Boghislao IV, I duca di Pomerania-Wolgast | Barnim I, III duca di Pomerania-Stettino |                                             |                                         |  |  |       |  |  |                               |  |  |                               |  |
|                                           |                                          | Margherita                                  | …                                       |  |  |       |  |  |                               |  |  |                               |  |
|                                           |                                          | Margherita                                  | …                                       |  |  |       |  |  |                               |  |  |                               |  |
|                                           |                                          | Margherita                                  | …                                       |  |  |       |  |  |                               |  |  |                               |  |
| Eufemia di Pomerania-Wolgast              |                                          | Margherita                                  |                                         |  |  |       |  |  |                               |  |  |                               |  |
|                                           |                                          | Vitslav II, VI principe di Rügen            | Jaromar II, V principe di Rügen         |  |  |       |  |  |                               |  |  |                               |  |
|                                           |                                          | Vitslav II, VI principe di Rügen            | Jaromar II, V principe di Rügen         |  |  |       |  |  |                               |  |  |                               |  |
|                                           |                                          | Vitslav II, VI principe di Rügen            | Eufemia di Pomerania                    |  |  |       |  |  |                               |  |  |                               |  |
| Margherita di Rügen                       |                                          | Vitslav II, VI principe di Rügen            |                                         |  |  |       |  |  |                               |  |  |                               |  |
|                                           |                                          | Agnese di Brunswick-Lüneburg                | Ottone I, I duca di Brunswick-Lüneburg  |  |  |       |  |  |                               |  |  |                               |  |
|                                           |                                          | Agnese di Brunswick-Lüneburg                | Ottone I, I duca di Brunswick-Lüneburg  |  |  |       |  |  |                               |  |  |                               |  |
|                                           |                                          | Agnese di Brunswick-Lüneburg                | Matilda di Brandeburgo                  |  |  |       |  |  |                               |  |  |                               |  |
|                                           |                                          | Agnese di Brunswick-Lüneburg                |                                         |  |  |       |  |  |                               |  |  |                               |  |